# Walisische Badminton-Mannschaftsmeisterschaft
Walisische Badminton-Mannschaftsmeisterschaften wurden seit 1977 ausgetragen. 1996 fanden sie zum letzten Mal statt.

## Titelträger
| Saison    | Sieger              |
| --------- | ------------------- |
| 1977      | South Wales         |
| 1978      | South Wales         |
| 1979      | nicht ausgetragen   |
| 1980      | South Wales         |
| 1981      | South Wales         |
| 1982 1987 | nicht ausgetragen   |
| 1988      | Penarth BC          |
| 1989      | Penarth Kerslake BC |
| 1990      | Penarth Kerslake BC |
| 1991      | Texaco Penarth BC   |
| 1992      | Speedbird BC        |
| 1993      | Penarth BC          |
| 1994      | Penarth BC          |
| 1995      | Penarth BC          |
| 1996      | Penarth BC          |